# Copa da Liga Escocesa 1953–54
A Copa da Liga Escocesa de 1953-54 foi a 8º edição do segundo mais importante torneio eliminatório do futebol da Escócia. O campeão foi o East Fife F.C., que conquistou seu 3º título na história da competição ao vencer a final contra o Partick Thistle F.C., pelo placar de 3 a 2.

## Premiação
| Copa da Liga Escocesa de 1953-54   |
| Escócia                            |
| ---------------------------------- |
| East Fife F.C. Campeão (3º título) |